# Semanotus australis
Semanotus australis är en skalbaggsart som beskrevs av Giesbert 1993. Semanotus australis ingår i släktet Semanotus och familjen långhorningar.
Artens utbredningsområde är Guatemala. Inga underarter finns listade i Catalogue of Life.